# Ghihon
Ghihon (în ebraică:גיחון, denumirea ulterioară în arabă نبع أم الدّرج Ayn Umm-Daradj sau نبع أم الدرجNab'a Umm-Daradj = Izvorul Mama Treptelor, sau pentru arabii creștini Ayn Sit Maryam - Izvorul Fecioarei Maria ori Fântâna Fecioarei,  totodată cunoscut ca Bazinul Sfintei Maria,, în franceză Fontaine de la Vierge, în engleză Virgin's Fountain - Fântâna Fecioarei ) este un izvor natural care țâșnește în valea râului Kidron, la o înălțime de 636 m deasupra nivelului mării.
În vechime era principala sursă de apă a orașului pre-ebraic Iebus (Yevus), devenit apoi Cetățuia lui David, nucleul inițial al Ierusalimului, ridicat pe colina care se ridică in apropierea sa. Debitul său anual este în medie 600,000 mc de apă, ceea ce îl face unul din izvoarele cele mai însemnate din Munții Iudeei și zona Ierusalimului. 
Izvor cu scurgere intermitentă, a făcut posibilă aprovizionarea cu apă a Ierusalimului antic, încă din vremea așezării ievusite sau canaanite. Primăvara, debitul său de apă permitea nu numai folosirea pentru băut, ci și pentru irigarea unor grădini din Valea Kidronului, aflată în apropierea lui.
Fiind un izvor intermitent, asigurarea unei mai mari cantități de apă pentru aprovizionarea orașului a necesitat excavarea Bazinului Siloam (în ebraică: Shiloah sau Șiloah)
în care avea să se acumuleze apa.

## Originea numelui
Izvorul este pomenit în Biblie, numele ebraic Ghihon fiind legat de verbul „Giah” „highiah”   הגיח גיח și de substantivul ghihá  גיחה - a țâșni, țâșnit, făcând probabil aluzie la caracterul său intermitent. 
Cauza scurgerii intermitente este structura bazinului său de drenaj, formată din mai multe cavități de apă, care se umplu treptat, și apoi se revarsă spre gura izvorului.
Ultima mărturie despre caracterul intermitent al izvorului datează din anul 1909 
când Louis Vincent a constatat că izvorul țâșnea vreme de circa 15 minute la fiecare două-trei ore .
După cum se pare în urma activităților urbane în bazinul de acumulare al izvorului sau din cauza unor mișcări geologice care au modificat structura bazinului de drenaj, pulsurile intermitente ale izvorului au dispărut.

## Istoria
Izvorul Ghihon e amintit în Vechiul Testament (Tanah), în legătură cu încoronarea regelui Solomon:
«Și împăratul le-a zis:Luați cu voi pe slujitorii stăpânului vostru, puneți pe fiul mei Solomon, călare pe catârul meu, și pogorâți-l la Ghihon. Acolo...să-l ungă împărat peste Israel».I Regi,1,33>
Denumirea data de arabii musulmani - Umm Daradj - Mama treptelor, se datorează, probabil, treptelor care duc către izvor.
Trei sisteme principale de apă au fost construite în cursul veacurilor pentru a aduce apa de la izvorul Ghihonului până în orașul Ierusalim.
- 1.Canalul din epoca mijlocie a bronzului - un canal destul de drept, săpat în pământ la o adâncime de 20 picioare , acoperit cu table și frunze. El era un apeduct care dirija apa de la izvor pana la Bazinul Siloam
- 2.Tunelul lui Warren (Warren's Shaft) - era un tunel abrupt pentru oameni, construit ceva mai târziu decât cel precedent, ducând de la așa numita Poartă a Izvorului de pe culmea colinei Ofel, deasupra Ghihonului, până la izvor. Acest pasaj permitea locuitorilor să se deplaseze ei înșiși și să adune prin forțe proprii apă din izvor.
- 3.Tunelul lui Ezechia (în ebraică - Nikvat Hizkiyahu) - un tunel săpat în stânca colinei Ofel,

aducând apă de la izvor pe dedesubtul orașului lui David, la bazinul Siloam, care se afla în incinta orașului lărgit. El data din vremea regelui Iudeei, Ezechia sau Hizkiyahu, care l- ar fi săpat în cursul pregătirilor pentru asediul Ierusalimului de către regele asirian Senaherib prin anul 701 e.n.
Era un apeduct sinuos care a înlocuit pe cel din epoca medie a bronzului.
În Cartea a II-a a Cronicilor din Biblia ebraică scrie:
«Tot Ezechia a astupat și gura de sus a apelor Ghihon, și le-a adus spre apus de cetatea lui David. Ezechia a izbutit în toate lucrările sale.»2 Cronici,32:30
. 
În Talmudul babilonean, într-o Beraita care a fost inclusă și în Mișna, se relatează că acest act al lui Ezechia nu găsit consimțământ între învățații evrei:
«Rabinii nostri ne-au învățat: Șase lucrări a făcut regele Ezechia, pentru trei lucrări i-au mulțumit, iar pentru trei lucrări.... nu....A astupat apele Ghihonului și nu i-au mulțumit» (n.pentru aceasta)..
Încheierea lucrărilor de excavare a tunelului lui Ezechia este descrisă în Inscripția de la Siloam, scrisă în ebraică, în alfabet paleoebraic, care a fost descoperită în anul 1880 de către un copil arab. Inscripția se găsește la Muzeul național din Istanbul.
De sărbătorea evreiască de Sukot avea loc ceremonia de Simhat Beit Hashoévá în cursul căreia în vechime se colecta apă din izvorul Ghihonului si se aducea in Templul din Ierusalim. Aceasta apă slujea împlinirii poruncii de stropire cu apă a altarului (Nisuh hamaiym).  
În zilele noastre compania de apă și canalizare a Ierusalimului se numește Ghihon, după numele izvorului.